# Jan I. z Michalovic
Jan z Michalovic (po 1260 – 1306) byl český šlechtic a šampion rytířských turnajů. Zakladatel rodu pánů z Michalovic.

## Životopis
Jeho otec byl Beneš Pyšný z Velešína, který pocházel z rodu Markvarticů. Neví se, jestli Jan mezi roky 1278–1281 založil, rozšířil nebo spravoval hrad Michalovice, podle něhož se začal od r. 1281 psát.
Někdy mezi lety 1293 a 1297 podnikl se svou družinou cestu do Porýní a Francie ke králi Filipu IV., kde se zúčastnil řady rytířských turnajů, které skoro všechny vyhrál. Jeho výprava vzbudila v Čechách druhé poloviny 90. let 13. století značnou pozornost, což dokazuje především zmínka v Dalimilově kronice:
| „ | Tehdy pan Jan z Michalovic, kóle po Rýnu, až do Pařížě jide, tu ctně právě kláv, túž cěstú se čstí do Čech i přijide. | “ |

Velmi brzy po jeho návratu zvěčnil jeho rytířské činy (a jistě i na základě starších literárních předloh přikrášlil) ve své básni známý německy píšící minnesänger Heinrich von Freiberg. Je velmi pravděpodobné, že báseň vznikla přímo na objednávku Jana z Michalovic, který si přál, aby byl jeho turnajový úspěch řádně oslaven, a aby se tak i zvýšila jeho vážnost u královského dvora. Kromě Dalimilovy zmínky a oslavné básně Heinricha von Freiberg se o výpravě nedochovaly žádné další záznamy. Vyskytly se názory, že cesta Jana z Michalovic do Francie měla i hlubší, diplomatický účel, že Jan snad měl být vyslancem krále Václava II. k francouzskému králi. Vzhledem k nedostatku pramenů se však jedná o pouhé spekulace.
Jan z Michalovic, oblíbenec krále Václava II, zastával významný post nejvyššího číšníka Království českého a působil také jako purkrabí. Byl příbuzným Záviše z Falkenštejna. Janův syn Beneš z Michalovic se stal pražským purkrabím a členem zemského soudu. Jan z Michalovic odkázal kromě jiného zboží synovi hrady Velešín, Děvín a Kamenici.

## Jan z Michalovic v literatuře
Kolem roku 1300 zpracoval jeho rytířskou jízdu do Francie do svého německého veršovaného vyprávění Die Ritterfahrt Johanns von Michelsberg básník Heinrich von Freiberg. Vůbec první český překlad básně vyšel až roku 2005 v nakladatelství Elka Press s názvem Rytířská jízda Jana z Michalovic, v edici která souběžně uvádí starý německý text básně a moderní český překlad Marie Ryantové.
Jeho život beletristicky zpracovává román pro mládež Rytířská jízda Jana z Michalovic od Alexeje Pludka (Albatros, 1987), která je však až na pár veršů přeložených z původní básně Heinricha von Freiberg uměleckou fabulací moderního autora.